# China Open
China Open er en professionel tennisturnering, som hvert år i oktober afvikles i Beijing Olympic Park i Beijing, Folkerepublikken Kina.
Turneringen er (pr. 2024) kategoriseret som en ATP 500-turnering på mændenes ATP Tour og som en WTA 1000-turnering på kvindernes WTA Tour, hvor den derfor rangerer umiddelbart under de fire grand slam-turneringer og WTA-slutspillet.

## Historie
Tekst mangler, hjælp os med at skrive teksten

### Præmier
Tekst mangler, hjælp os med at skrive teksten

### Tilskuertal
Tekst mangler, hjælp os med at skrive teksten

## Vindere og finalister

### Herresingle
| År        | Vinder                                    | Finalist                                  | Finaleresultat                            |
| --------- | ----------------------------------------- | ----------------------------------------- | ----------------------------------------- |
| 1993      | Michael Chang (1)                         | Greg Rusedski                             | 7–6(7–5), 6–7(6–8), 6–4                   |
| 1994      | Michael Chang (2)                         | Anders Järryd                             | 7–5, 7–5                                  |
| 1995      | Michael Chang (3)                         | Renzo Furlan                              | 7–5, 6–3                                  |
| 1996      | Greg Rusedski (1)                         | Martin Damm                               | 7–6(7–5), 6–4                             |
| 1997      | Jim Courier (1)                           | Magnus Gustafsson                         | 7–6(12–10), 3–6, 6–3                      |
| 1998-2003 | Ikke afholdt                              | Ikke afholdt                              | Ikke afholdt                              |
| 2004      | Marat Safin (1)                           | Mikhail Juzjnyj                           | 7–6(4), 7–5                               |
| 2005      | Rafael Nadal (1)                          | Guillermo Coria                           | 5–7, 6–1, 6–2                             |
| 2006      | Marcos Baghdatis (1)                      | Mario Ančić                               | 6–4, 6–0                                  |
| 2007      | Fernando González (1)                     | Tommy Robredo                             | 6–1, 3–6, 6–1                             |
| 2008      | Andy Roddick (1)                          | Dudi Sela                                 | 7–6(7–4), 7–5                             |
| 2009      | Novak Djokovic (1)                        | Marin Čilić                               | 5–7, 6–1, 6–2                             |
| 2010      | Novak Djokovic (2)                        | David Ferrer                              | 6–4, 6–0                                  |
| 2011      | Tomáš Berdych (1)                         | Marin Čilić                               | 6–1, 3–6, 6–1                             |
| 2012      | Novak Djokovic (3)                        | Jo-Wilfried Tsonga                        | 6–4, 6–7(6–8), 6–3                        |
| 2013      | Novak Djokovic (4)                        | Rafael Nadal                              | 6–3, 6–4                                  |
| 2014      | Novak Djokovic (5)                        | Tomáš Berdych                             | 6–0, 6–2                                  |
| 2015      | Novak Djokovic (6)                        | Rafael Nadal                              | 6–2, 6–2                                  |
| 2016      | Andy Murray (1)                           | Grigor Dimitrov                           | 6–4, 7–6(7–2)                             |
| 2017      | Rafael Nadal (2)                          | Nick Kyrgios                              | 6–2, 6–1                                  |
| 2018      | Nikoloz Basilashvili (1)                  | Juan Martín del Potro                     | 6–4, 6–4                                  |
| 2019      | Dominic Thiem (1)                         | Stefanos Tsitsipas                        | 3–6, 6–4, 6–1                             |
| 2020-22   | Ingen turneringer pga. COVID-19-pandemien | Ingen turneringer pga. COVID-19-pandemien | Ingen turneringer pga. COVID-19-pandemien |
| 2023      | Jannik Sinner (1)                         | Daniil Medvedev                           | 7–6(7–2), 7–6(7–2)                        |
| 2024      | Carlos Alcaraz (1)                        | Jannik Sinner                             | 6–7(8–6), 6–4, 7–6(7–3)                   |

### Damesingle
| År      | Vinder                                    | Finalist                                  | Finaleresultat                            |
| ------- | ----------------------------------------- | ----------------------------------------- | ----------------------------------------- |
| 2004    | Serena Williams (1)                       | Svetlana Kuznetsova                       | 4–6, 7–5, 6–4                             |
| 2005    | Marija Kirilenko (1)                      | Anna-Lena Grönefeld                       | 6–3, 6–4                                  |
| 2006    | Svetlana Kuznetsova (1)                   | Amélie Mauresmo                           | 6–4, 6–0                                  |
| 2007    | Ágnes Szávay (1)                          | Jelena Janković                           | 6–7(7–9), 7–5, 6–2                        |
| 2008    | Jelena Janković (1)                       | Svetlana Kuznetsova                       | 6–3, 6–2                                  |
| 2009    | Svetlana Kuznetsova (2)                   | Agnieszka Radwańska                       | 6–2, 6–4                                  |
| 2010    | Caroline Wozniacki (1)                    | Vera Zvonarjova                           | 6–3, 3–6, 6–3                             |
| 2011    | Agnieszka Radwańska (1)                   | Andrea Petkovic                           | 7–5, 0–6, 6–4                             |
| 2012    | Viktoryja Azaranka (1)                    | Marija Sjarapova                          | 6–3, 6–1                                  |
| 2013    | Serena Williams (2)                       | Jelena Janković                           | 6–2, 6–2                                  |
| 2014    | Marija Sjarapova (1)                      | Petra Kvitová                             | 6–4, 2–6, 6–3                             |
| 2015    | Garbiñe Muguruza (1)                      | Timea Bacsinszky                          | 7–5, 6–4                                  |
| 2016    | Agnieszka Radwańska (2)                   | Johanna Konta                             | 6–4, 6–2                                  |
| 2017    | Caroline Garcia (1)                       | Simona Halep                              | 6–4, 7–6(7–3)                             |
| 2018    | Caroline Wozniacki (2)                    | Anastasija Sevastova                      | 6–3, 6–3                                  |
| 2019    | Naomi Osaka (1)                           | Ashleigh Barty                            | 3–6, 6–3, 6–2                             |
| 2020-22 | Ingen turneringer pga. COVID-19-pandemien | Ingen turneringer pga. COVID-19-pandemien | Ingen turneringer pga. COVID-19-pandemien |
| 2023    | Iga Świątek (1)                           | Ljudmila Samsonova                        | 6–2, 6–2                                  |
| 2024    | Coco Gauff (1)                            | Karolína Muchová                          | 6–1, 6–3                                  |

### Herredouble
| År      | Vindere                                   | Finalister                                | Finaleresultat                            |
| ------- | ----------------------------------------- | ----------------------------------------- | ----------------------------------------- |
| 2004    | Justin Gimelstob (1) Graydon Oliver (1)   | Alex Bogomolov Jr. Taylor Dent            | 4–6, 6–4, 7–6                             |
| 2005    | Justin Gimelstob (1) Nathan Healey (1)    | Dmitrij Tursunov Mikhail Juzjnyj          | 4–6, 6–3, 6–2                             |
| 2006    | Mahesh Bhupathi (1) Mario Ančić (1)       | Michael Berrer Kenneth Carlsen            | 6–4, 6–3                                  |
| 2007    | Rik de Voest (1) Ashley Fisher (1)        | Chris Haggard Lu Yen-Hsun                 | 6–7, 6–0, [10–6]                          |
| 2008    | Stephen Huss (1) Ross Hutchins (1)        | Ashley Fisher Bobby Reynolds              | 7–5, 6–4                                  |
| 2009    | Bob Bryan (1) Mike Bryan (1)              | Mark Knowles Andy Roddick                 | 6–4, 6–2                                  |
| 2010    | Bob Bryan (2) Mike Bryan (2)              | Mariusz Fyrstenberg Marcin Matkowski      | 6–1, 7–6(7–5)                             |
| 2011    | Michaël Llodra (1) Nenad Zimonjić (1)     | Robert Lindstedt Horia Tecău              | 7–6(7–2), 7–6(7–4)                        |
| 2012    | Bob Bryan (3) Mike Bryan (3)              | Carlos Berlocq Denis Istomin              | 6–3, 6–2                                  |
| 2013    | Maks Mirnyj (1) Horia Tecău (1)           | Fabio Fognini Andreas Seppi               | 6–4, 6–2                                  |
| 2014    | Jean-Julien Rojer (1) Horia Tecău (2)     | Julien Benneteau Vasek Pospisil           | 6–7(6–8), 7–5, [10–5]                     |
| 2015    | Vasek Pospisil (1) Jack Sock (1)          | Daniel Nestor Édouard Roger-Vasselin      | 3–6, 6–3, [10–6]                          |
| 2016    | Pablo Carreño Busta (1) Rafael Nadal (1)  | Jack Sock Bernard Tomic                   | 6–7(6–8), 6–2, [10–8]                     |
| 2017    | Henri Kontinen (1) John Peers (1)         | John Isner Jack Sock                      | 6–3, 3–6, [10–7]                          |
| 2018    | Łukasz Kubot (1) Marcelo Melo (1)         | Oliver Marach Mate Pavić                  | 6–1, 6–4                                  |
| 2019    | Ivan Dodig (1) Filip Polášek (1)          | Łukasz Kubot Marcelo Melo                 | 6–3, 7–6(7−4)                             |
| 2020-22 | Ingen turneringer pga. COVID-19-pandemien | Ingen turneringer pga. COVID-19-pandemien | Ingen turneringer pga. COVID-19-pandemien |
| 2023    | Ivan Dodig (2) Austin Krajicek (1)        | Wesley Koolhof Neal Skupski               | 6–7(12–14), 6–3, [10–5]                   |
| 2024    | Simone Bolelli (1) Andrea Vavassori (1)   | Harri Heliövaara (1) Henry Patten (1)     | 4–6, 6–3, [10–5]                          |

### Damedouble
| År      | Vindere                                            | Finalister                                | Finaleresultat                            |
| ------- | -------------------------------------------------- | ----------------------------------------- | ----------------------------------------- |
| 2004    | Emmanuelle Gagliardi (1) Dinara Safina (1)         | Gisela Dulko María Vento-Kabchi           | 6–4, 6–4                                  |
| 2005    | Nuria Llagostera Vives (1) María Vento-Kabchi (1)  | Yan Zi Zheng Jie                          | 6–2, 6–4                                  |
| 2006    | Virginia Ruano Pascual (1) Paola Suárez (1)        | Anna Tjakvetadze Jelena Vesnina           | 6–2, 6–4                                  |
| 2007    | Chuang Chia-Jung (1) Hsieh Su-Wei (1)              | Han Xinyun Xu Yifan                       | 7–6(7–1), 6–3                             |
| 2008    | Anabel Medina Garrigues (1) Caroline Wozniacki (1) | Han Xinyun Xu Yifan                       | 6–1, 6–3                                  |
| 2009    | Hsieh Su-Wei (2) Peng Shuai (1)                    | Alla Kudrjavtseva Jekaterina Makarova     | 6–3, 6–1                                  |
| 2010    | Olga Govortsova (1) Chuang Chia-Jung (2)           | Gisela Dulko Flavia Pennetta              | 7–6(7–2), 1–6, [10–7]                     |
| 2011    | Květa Peschke (1) Katerina Srebotnik (1)           | Gisela Dulko Flavia Pennetta              | 6–3, 6–4                                  |
| 2012    | Jekaterina Makarova (1) Jelena Vesnina (1)         | Nuria Llagostera Vives Sania Mirza        | 7–5, 7–5                                  |
| 2013    | Cara Black (1) Sania Mirza (1)                     | Vera Dusjevina Arantxa Parra Santonja     | 6–2, 6–2                                  |
| 2014    | Andrea Hlaváčková (1) Peng Shuai (2)               | Cara Black Sania Mirza                    | 6–4, 6–4                                  |
| 2015    | Martina Hingis (1) Sania Mirza (2)                 | Chan Hao-Ching Chan Yung-Jan              | 6–7(9–11), 6–1, [10–8]                    |
| 2016    | Bethanie Mattek-Sands (1) Lucie Šafářová (1)       | Caroline Garcia Kristina Mladenovic       | 6–4, 6–4                                  |
| 2017    | Chan Yung-Jan (1) Martina Hingis (2)               | Tímea Babos Andrea Hlaváčková             | 6–1, 6–4                                  |
| 2018    | Andrea Sestini Hlaváčková (2) Barbora Strýcová (1) | Gabriela Dabrowski Xu Yifan               | 4–6, 6–4, [10–8]                          |
| 2019    | Sofia Kenin (1) Bethanie Mattek-Sands (2)          | Jeļena Ostapenko Dajana Jastremska        | 6–3, 6–7(5–7), [10–7]                     |
| 2020-22 | Ingen turneringer pga. COVID-19-pandemien          | Ingen turneringer pga. COVID-19-pandemien | Ingen turneringer pga. COVID-19-pandemien |
| 2023    | Marie Bouzková (1) Sara Sorribes Tormo (1)         | Chan Hao-Ching Giuliana Olmos             | 3–6, 6–0, [10–4]                          |
| 2024    | Sara Errani (1) Jasmine Paolini (1)                | Chan Hao-Ching Veronika Kudermetova       | 6–4, 6–4                                  |